# René Abeliuk
René Abeliuk Manasevich (14 de febrero de 1931-19 de noviembre de 2014) fue un abogado, académico y político chileno, experto en derecho civil.
Destacó como dirigente en partidos opositores a la dictadura militar. Fue ministro de Estado durante toda la administración del presidente Patricio Aylwin.

## Estudios y carrera académica
De ascendencia judía, era hijo de un inmigrante de Odesa que llegó a Chile a comienzos del siglo XX.
Realizó sus estudios secundarios en el Instituto Nacional General José Miguel Carrera de Santiago y luego ingresó a la Facultad de Derecho de la Universidad de Chile, casa de estudios de la que se tituló como abogado y donde fue discípulo del jurista Manuel Somarriva Undurraga. Se especializó en derecho civil.
Entre 2003 y 2006, se desempeñó como abogado integrante de la Corte Suprema de Chile.
Fue autor de numerosos artículos y libros jurídicos entre los que destacan Las obligaciones, Derecho sucesorio, La sucesión legal, Contrato de promesa y La filiación y sus efectos.
Formó parte del directorio del diario La Época y fue columnista de Las Últimas Noticias y El Mercurio.

## Carrera política
En 1948 entró a la política, al incorporarse a las filas del gobernante Partido Radical.
El 3 de agosto de 1971, con otros destacados dirigentes radicales, abandonó el viejo tronco y formó el Partido Izquierda Radical (PIR). En 1972 asumió como secretario de la Federación de Oposición Democrática, coalición que agrupaba al PIR, el Partido Demócrata Cristiano y el Partido Democrático Nacional, y que estaba inserta dentro de la Confederación de la Democracia (CODE), en la que asumió como vicepresidente.
Entre 1973 y 1980, en plena dictadura del general Augusto Pinochet, desempeñó los más altos cargos dentro del Partido Social Democracia de Chile —sucesor del PIR—, el cual después dejaría para integrarse al Partido por la Democracia (PPD), surgido para oponerse a la dictadura militar. Entre 1983 y 1986 cumplió funciones en el Comité Ejecutivo de la opositora Alianza Democrática.
A mediados de la década de 1980, fue uno de los principales impulsores y firmantes del Acuerdo Nacional para la Transición a la Plena Democracia promovido por el arzobispo de Santiago, Juan Francisco Fresno.
En 1990 el recién asumido presidente Patricio Aylwin lo designó ministro vicepresidente ejecutivo de la Corporación de Fomento de la Producción (Corfo), cargo en el que permaneció hasta que finalizó su periodo presidencial, en marzo de 1994.